# Eupodotis humilis
Sisão-somali, abetarda-somali ou sisão marrom (Eupodotis humilis sin. Heterotetrax humilis) é uma espécie de ave da família Otididae.
Pode ser encontrada nos seguintes países: Etiópia e Somália.
Os seus habitats naturais são: matagal árido tropical ou subtropical e campos de gramíneas subtropicais ou tropicais secos de baixa altitude.
Está ameaçada por perda de habitat.